# Море Дощів
Море Дощів (лат. Mare Imbrium) — море на Місяці, у північно-західній частині видимого боку. Друге за розміром місячне море після Океану Бур: його діаметр — близько 1150 км, а площа — близько мільйона км2. Має круглу форму й оточене переривчастим кільцем гірських хребтів.
Море Дощів лежить у величезному кратері (імпактному басейні) — одному з найбільших та наймолодших басейнів Місяця. Частинами його валу є місячні Карпати, Апенніни, Кавказ, Альпи та інші гори, що оточують море. Сліди викидів, що розлетілися при утворенні цього кратера, простежуються на більшій частині видимого боку супутника. Появою басейну Моря Дощів розпочався відрізок геологічної історії Місяця, названий за його іменем, — імбрійський період.

## Назва
Сучасну назву цього моря, як і більшості місячних морів, запропонував Джованні Річчолі 1651 року. Як і назви деяких інших морів західної половини видимого боку Місяця, вона пов'язана з похмурою погодою — ймовірно, внаслідок тодішніх уявлень про вплив Місяця на погоду. 1935 року її разом із багатьма іншими традиційними місячними назвами затвердив Міжнародний астрономічний союз.
У давнину це море мало кілька інших назв. Ймовірно, саме його давньогрецький письменник Плутарх згадував під назвою «Святилище Гекати» або «Провалля Гекати», вважаючи місцем покарання неправедних душ. Близько 1600 року англійський фізик Вільям Гілберт — автор першої відомої карти Місяця, де було запропоновані назви для деталей його поверхні, — назвав це море Великою Східною областю (лат. Regio Magna Orientalis). 1645 року Міхаель ван Лангрен дав йому назву «Австрійське море» (Mare Austriacum). 1647 року Ян Гевелій назвав його разом із Морем Хмар та частиною Океану Бур Середземним морем (Mare Mediterraneum), а інші деталі поверхні Місяця — назвами географічних об'єктів Середземномор'я та його околиць.

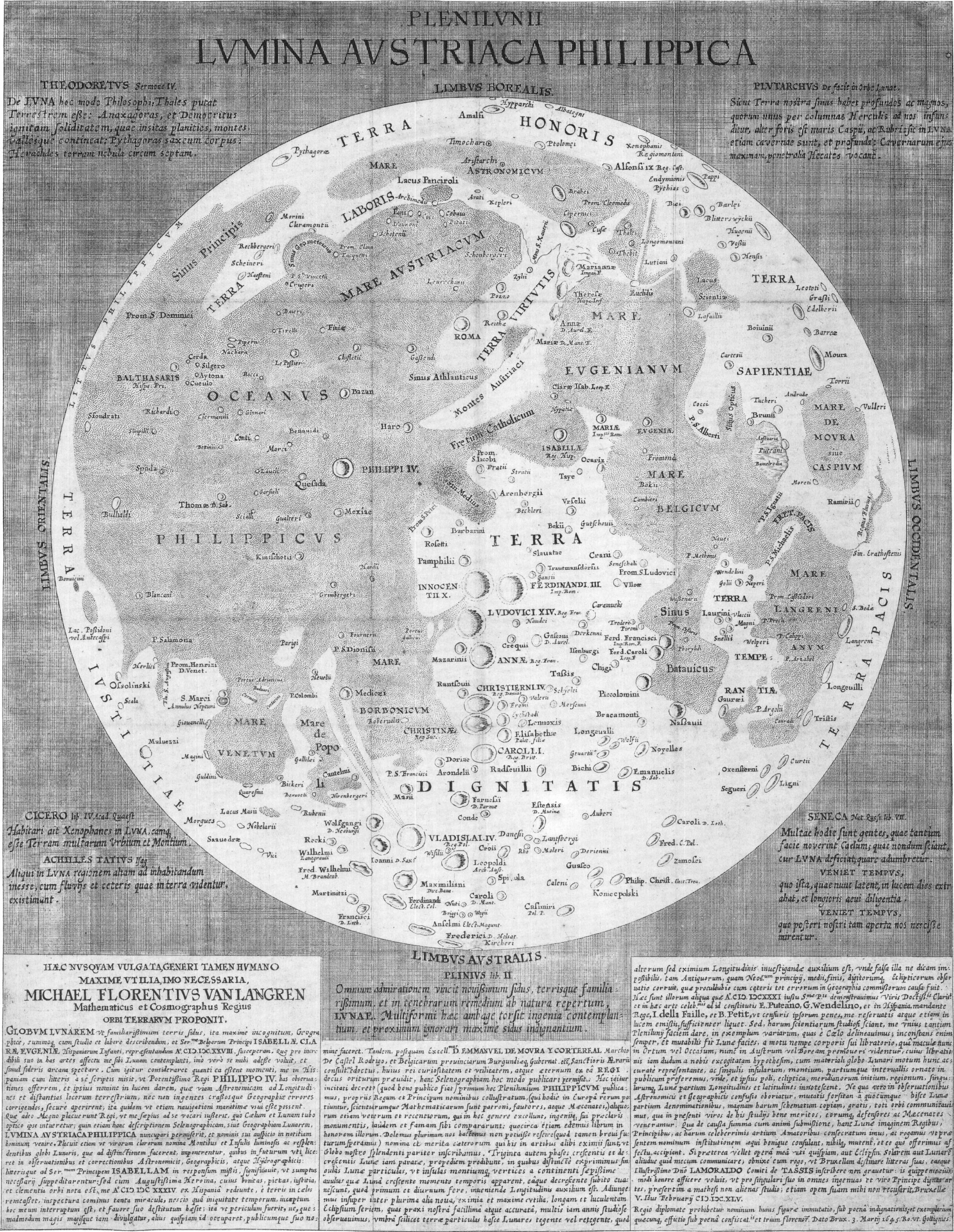
Карта Лангрена (1645)
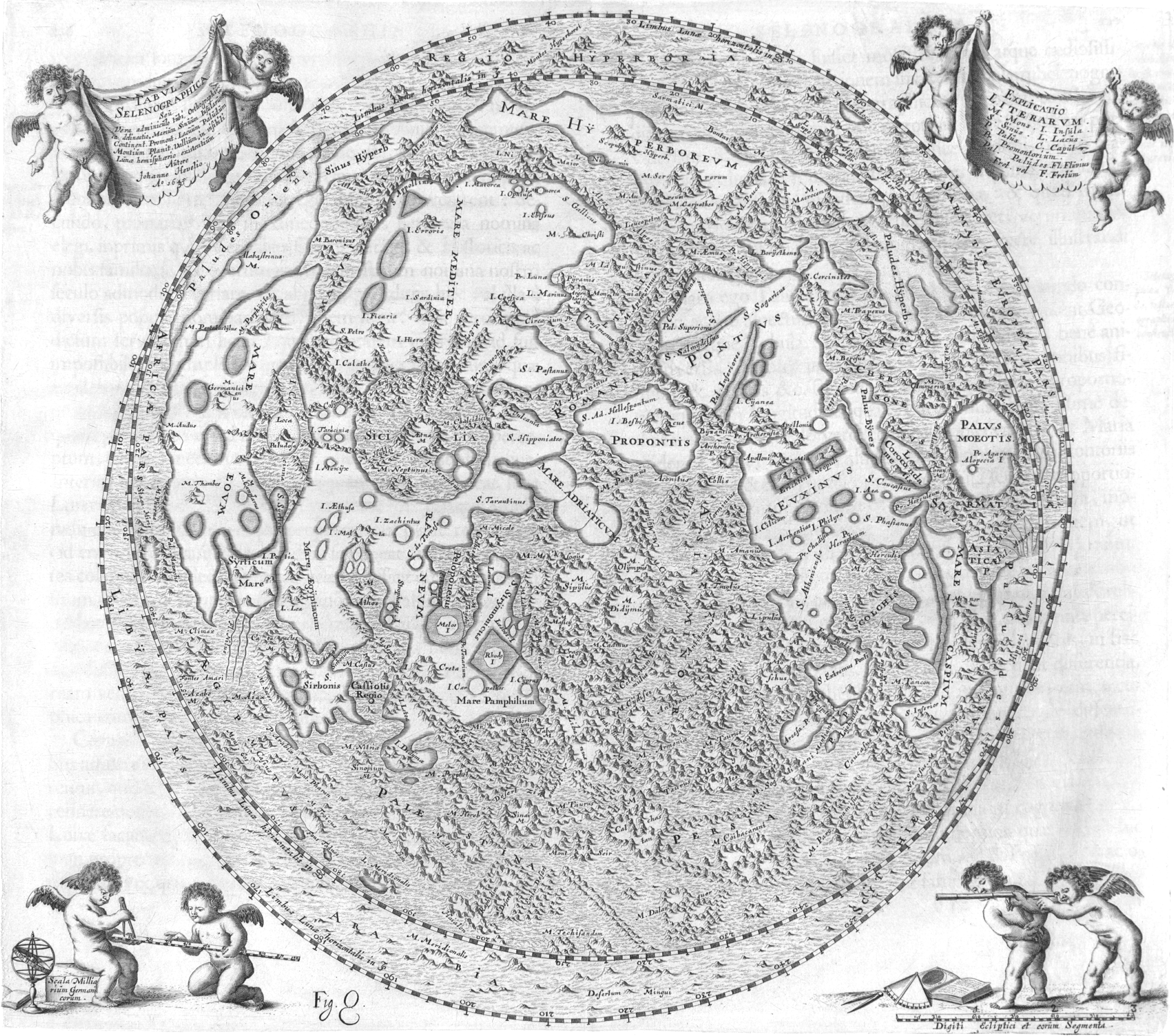
Карта Гевелія (1647)
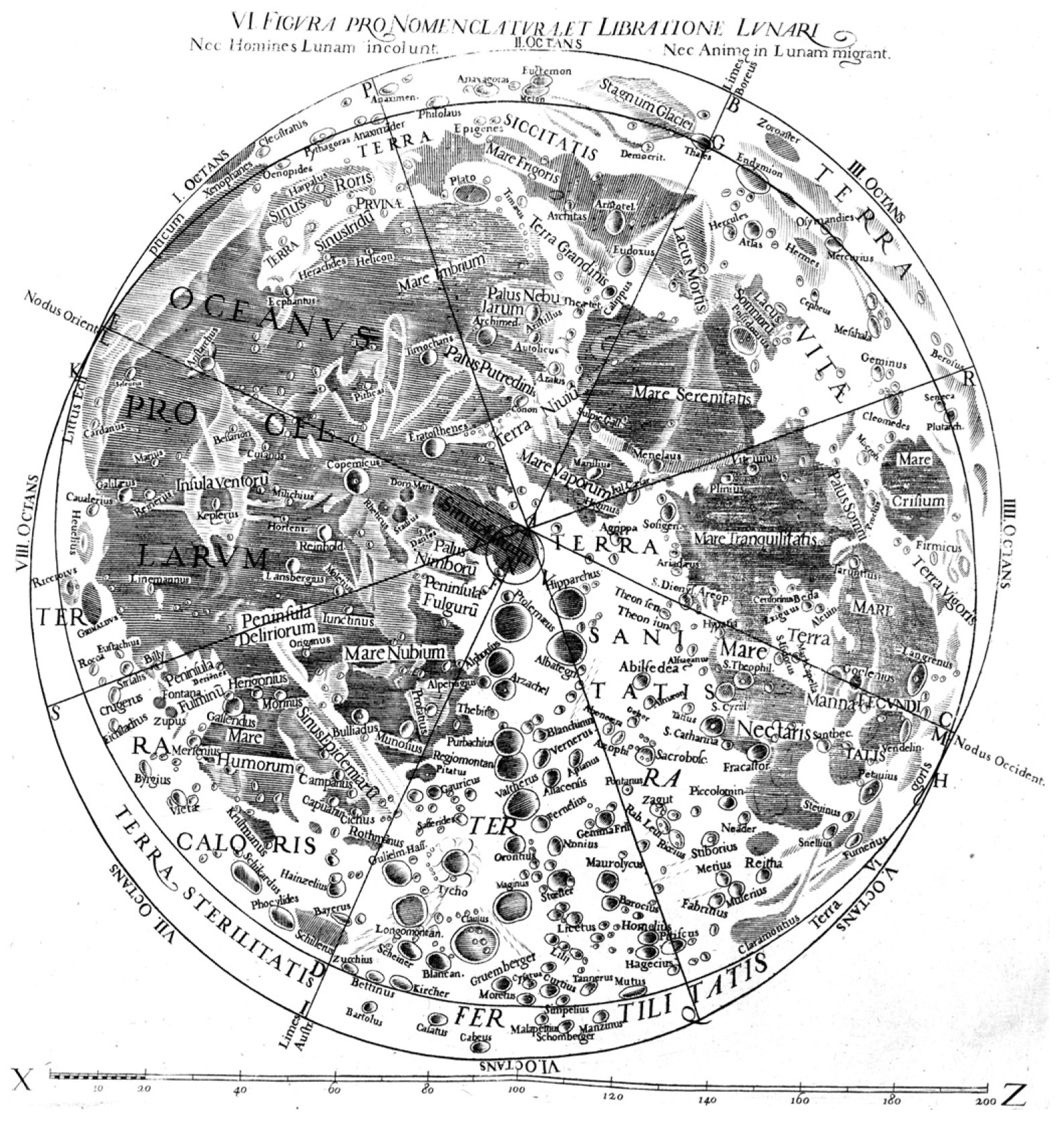
Карта Річчолі (1651)

## Розташування та суміжні об'єкти
Уздовж краю Моря Дощів тягнеться кілька гірських хребтів. Це місячні Карпати на півдні, Апенніни на південному сході, Кавказ на сході, Альпи на північному сході та Юра на північному заході (навколо Затоки Райдуги). Разом вони утворюють найвидовищніший ланцюжок гірських хребтів видимого боку Місяця.
На південному заході Море Дощів широкою протокою зливається з Океаном Бур. На півдні (між Карпатами та Апеннінами) вужча протока з'єднує його з Затокою Спеки, а на сході (між Апеннінами та Кавказом) іще вужча — з Морем Ясності. На північному заході від Моря Дощів відходить Затока Райдуги, а на південному сході кілька височин виокремлюють із нього Болото Гниття. Ділянка моря поряд із цим болотом — між кратерами Архімед, Аристілл та Автолік — отримала назву «Затока Місячника».
За височинами, що оточують Море Дощів, лежать Море Холоду (на півночі), Море Парів (на південному сході), Море Островів (на південному заході) та Затока Роси Океану Бур (на північному заході).
Координати центра Моря Дощів — 34°42′ пн. ш. 14°54′ зх. д. / 34.7° пн. ш. 14.9° зх. д..

## Басейн

### Загальний опис
Море Дощів лежить у велетенському кратері, що утворився від удару астероїда (імпактному басейні). Кільце гір та пагорбів, що його оточує, має діаметр близько 1160 км. Таким чином, це другий за розміром серед надійно виявлених басейнів Місяця (після вдвічі більшого басейну Південний полюс — Ейткен) і найбільший із добре збережених.
Всередині басейну є ще одне кільце — діаметром близько 670 км. Воно затоплене морською лавою і лише подекуди виступає на поверхню у вигляді невеликих гір. Але майже по всій довжині його окреслюють гряди — «зморшки» лавового покриву.
Форма цього басейну значно відхиляється від правильного набору концентричних кілець. Це добре видно на північному сході, де Альпи та Кавказ справляють враження роздвоєння головного валу. Південна та східна частина валу (Карпати — Апенніни — Кавказ) концентрична зі згаданим кільцем гряд. Біля їх спільного центра (на північному заході моря, 37° пн. ш. 19° зх. д. / 37° пн. ш. 19° зх. д.) лежить і маскон, а також головний центр розходження хребтів та долин, створених викидами басейну. На всьому цьому ґрунтується версія, що в цьому місці (а не в центрі моря) і знаходиться центр басейну. Північний берег моря розташований значно ближче до кільця гряд, ніж південно-східний. Можливо, він є не продовженням останнього, а частиною ще одного, проміжного, кільця (до якого можуть належати й гори Архімеда та гора Деліля). У такому разі продовженням південно-східних хребтів є північний край Моря Холоду та гори Гарбінгер. Було висловлене й припущення, що північний берег Моря Дощів — це частина головного кільця, але вона змістилася до центра басейну, лишивши після себе Море Холоду. Через складність рельєфу цього басейну кількість і розташування його кілець у різних авторів дуже різні; деякі дослідники нараховували у нього навіть 6 кілець.
Подібно до інших круглих морів, Море Дощів має маскон, розташований у межах внутрішнього кільця. За величиною «надлишкової» порівняно зі звичайними ділянками маси (2·1015 т, або 3·10−5 маси Місяця), а також за діаметром (600-700 км) він є найбільшим на супутнику. Як і маскони інших басейнів, він оточений зоною послабленої гравітації. Різниця значень аномалії Буге між ними становить 375 ± 37 мГал (що нижче за очікувану при такому діаметрі й менше, ніж у низки інших імпактних структур Місяця). Маскон створений важкими породами місячної мантії, які під центрами всіх басейнів при їх появі дещо підіймаються, утворюючи горб, а також морською лавою, що теж важча за сусідні материкові породи.

### Навколишній рельєф
Від басейну Моря Дощів радіально розходяться численні хребти та борозни шириною 1—12 км і довжиною від кількох десятків до 100—200 км. Вони трапляються на більшій частині видимого боку Місяця (переважно на південному сході від цього моря). На морських ділянках їх не видно, оскільки там вони, за окремими винятками, залиті лавою. Подібний ландшафт оточує й інші великі молоді басейни Місяця.
Ці форми рельєфу з'явилися від падіння викидів, що розлетілися при появі басейну моря, і складені цими викидами разом із місцевими породами. Вони називаються «імбрійською скульптурою» (англ. Imbrium sculpture) і є важливим орієнтиром, що дає можливість розрізнити старші та молодші за них деталі поверхні Місяця.
Продовження цих хребтів та западин спрямовані всередину Моря Дощів, але не сходяться в одній точці. Здебільшого вони тяжіють до центра внутрішнього кільця (на північному заході моря). Ще одна точка їх розходження вирізняється біля центра моря. Ймовірно, наявність двох таких точок відображає різні стадії утворення басейну і є наслідком того, що удар відбувся під значним кутом до вертикалі.
Сукупність викинутих із басейну Моря Дощів порід із домішкою автохтонних порід, які разом утворюють перетятий нерівностями покрив, називають формацією Фра Мауро (англ. Fra Mauro Formation) за назвою кратера, в околицях якого цей покрив добре виражений. Він поширений до відстані 600-800 км від валу басейна і, ймовірно, початково був неперервним. На більших відстанях розповсюджені значно рівніші ділянки, теж укриті подрібненими ударом породами. Сукупність порід цих рівнин називають формацією Кейлі (Cayley Formation). Ймовірно, вони теж є викидами басейну Моря Дощів.
До відстаней не менше 3000 км від центра басейну поширені його вторинні кратери. Розмір інтерпретованих таким чином кратерів становить 15-20 (іноді до 30) км. Деякі з них утворюють ланцюжки. Так, вторинними стосовно басейну Моря Дощів, ймовірно, є 130-кілометровий ланцюжок Артамонова та 80-кілометровий ланцюжок Дзевульського на зворотному боці Місяця.

### Рельєф на протилежному боці Місяця
У місці, протилежному Морю Дощів (навколо точки 34°42′ пд. ш. 165°06′ сх. д. / 34.7° пд. ш. 165.1° сх. д.), спостерігається своєрідний перетятий ландшафт. Краї басейну Моря Мрії, де розташована ця точка, та інші нахилені поверхні порізані численними борознами. Зміни рельєфу помітні й у менших кратерів, а проміжки між кратерами всіяні дрібними пагорбами й западинами. Це може бути наслідком того, що в цій області зійшлися сейсмічні хвилі від удару, що створив басейн Моря Дощів. Подібний рельєф видно і в місцях, протилежних Морю Східному, Морю Криз та Морю Ясності на Місяці, а також рівнині Спеки на Меркурії.

## Лавовий покрив
Басейн Моря Дощів заповнений застиглою базальтовою лавою майже цілком. Головний виняток становить місцевість біля його південно-східного краю (навколо Болота Гниття), де стоять гори Архімеда. Крім того, подекуди над лавовими рівнинами моря височіють менші гори. Товщина шару лави сягає, за різними оцінками, від 1,1 до 6 км. Висота поверхні моря зменшується з південного заходу на північ — північний схід. На південному заході поверхня моря лежить на 1,1 км нижче за середній рівень місячної поверхні, а на півночі — на 3 км. Подекуди лавовий покрив утворює невисокі гряди[⇨] та порізаний звивистими борознами[⇨].
У південно-західній частині Моря Дощів простежуються окремі потоки застиглої лави, що досі зберегли рельєф, — найбільш виразні з подібних потоків на Місяці. Їх видно навіть на знімках із Землі. Довжина деяких потоків сягає 1200 км, а висота над навколишньою місцевістю — 35 м. Потоки різного віку дещо відрізняються складом (і, як наслідок, кольором): молода лава багатша на титан, ніж стара, і її колір дещо ближчий до синього.

## Деталі поверхні

### Гори імпактного походження
Крім згаданих вище великих хребтів, що оточують Море Дощів, у ньому є чимало невеликих гір та масивів, які теж з'явилися разом із його басейном. Особливо багато таких гір на сході та півночі моря; найбільші з них отримали назви. Внутрішнє (670-кілометрове) кільце басейну, виступаючи з-під лави, утворює Прямий Хребет, гори Тенерифе та гору Піко на півночі моря, гори Шпіцберген на сході, гору Ла Гіра на південному заході, а також кілька безіменних гір у різних місцях. Між внутрішнім кільцем та краєм басейну стоять гора Пітон на північному сході моря та гори Архімеда на південному сході. На південно-західному краї Моря Дощів, на межі з Океаном Бур, розташовані гора Виноградова та гора Деліля, а дещо західніше — гори Гарбінгер, які, ймовірно, є частиною головного кільця басейну моря.

### Вулканічні об'єкти
На західному березі Моря Дощів, біля кратера Груйтуйзен, стоять гори Груйтуйзен-Гамма та Груйтуйзен-Дельта. Це вулкани рідкісного для Місяця типу: вони вивергали породи, подібні не до морських, а до материкових — багаті на діоксид кремнію, світлі й у розплавленому стані в'язкі. З цим пов'язана дуже велика для Місяця висота цих вулканів — 1,4 км у першого та 1,7 км у другого. Розмір підніжжя у них становить 24×19 км і 35×18 км відповідно. Подібні, але менші, вулкани є в сусідній частині Океану Бур.
У Морі Дощів є й інші височини, що мають вулканічне або інтрузивне походження, але вони набагато нижчі, такі ж темні, як навколишнє море і тому менш помітні. На сході моря, біля кратера Аристілл A (33°17′ пн. ш. 5°40′ сх. д. / 33.28° пн. ш. 5.67° сх. д.), розташований куполоподібний пагорб шириною 54×35 км і висотою близько 85 м. У Затоці Райдуги є два подібні пагорби, що межують один з одним: один діаметром 9 км і висотою близько 125 м (47°10′ пн. ш. 28°40′ зх. д. / 47.17° пн. ш. 28.66° зх. д.) та один діаметром 10 км і висотою близько 95 м (47°05′ пн. ш. 29°10′ зх. д. / 47.08° пн. ш. 29.16° зх. д.). Принаймні три куполи є в Болоті Гниття (поблизу 26°06′ пн. ш. 1°12′ сх. д. / 26.1° пн. ш. 1.2° сх. д.); найбільший із них має висоту близько 90 м і діаметр близько 7 км. Подібні об'єкти виявлено й в інших місцях моря.
Басейн Моря Дощів багатий на звивисті борозни, які інтерпретують як русла лавових потоків або обвалені лавові тунелі. Там виявлено близько 50 таких об'єктів, що становить 28 % усіх знайдених на Місяці (результати дослідження знімків апаратів LRO та SELENE 2013 року). Найбільше їх по краях моря — як біля берегів, так і біля межі з Океаном Бур. У Болоті Гниття на південному сході Моря Дощів тягнеться одна з найбільших звивистих борозен Місяця — борозна Гедлі довжиною близько 150 км і шириною до 2 км, яку досліджував «Аполлон-15». Багато подібних об'єктів є в околицях гір Гарбінгер на західній межі моря та на сусідньому «плато Аристарха» в Океані Бур. Інші примітні звивисті борозни басейну Моря Дощів — безіменна борозна в Альпійській долині на північному сході басейну, борозна Платона на півночі, а також борозни Ейлера, Брейлі, Діофанта та Деліля на південному сході.
На південному та східному краях басейну моря трапляються плями темних відкладів, які інтерпретують як пірокластичні породи від вибухових або фонтаноподібних вивержень. Їх виявлено в Карпатах, у морі поруч, в околицях гір Архімеда (біля кратера Бер), навколо звивистих борозен у Болоті Гниття (борозни Гедлі та «борозни Моцарта»), навколо одного з сусідніх із ними грабенів (борозен Френеля) та в кількох місцях на підніжжі Апеннін.
По краях Моря Дощів виявлено кілька «меніскових западин» (англ. meniscus hollows, irregular mare patches) — дрібних об'єктів загадкового, але, за більшістю версій, теж пов'язаного з вулканізмом походження (див. Іна). Більшість із них лежать на межі моря з Океаном Бур, а одна — біля підніжжя Апеннін.

### Тектонічні об'єкти

#### Гряди
Більшість гряд Моря Дощів утворюють неправильне кільце діаметром близько 670 км, яке лежить над внутрішнім кільцем його басейну. Кілька окремих гряд у південній частині кільця отримали назви: гряда Гайма, гряда Ціркеля, гряди Штілле, гряда Хігазі та гряда Грабау. Між Морем Дощів та Океаном Бур лежать гряда Бачера, гряди Аргана, гряда Ардуїно та гряда Тери. Загальна довжина гряд Моря Дощів, виявлених на знімках зонда LRO в ході дослідження 2015 року, становить близько 3300 км — 13 % від загальної довжини виявлених гряд Місяця.

#### Грабени
На незатоплених ділянках басейну моря (навколо Болота Гниття) видно численні грабени, які можуть продовжуватися під лавою і в інших місцях. Вони тягнуться переважно паралельно берегу і з'явилися після початку затоплення басейну. Їх появу пов'язують із просіданням поверхні під тиском лавових нашарувань.
Грабеном може бути й Альпійська долина — легко доступний для спостережень, але загадковий об'єкт, що прорізає місячні Альпи перпендикулярно берегу моря.

### Кратери
Найбільший — 260-кілометровий — кратер Моря Дощів розташований на його північно-західному краю, залитий лавою і утворює Затоку Райдуги. Поряд із північним краєм моря лежить (однак не з'єднується з ним) 100-кілометровий кратер Платон. На сході моря є 81-кілометровий кратер Архімед та 57-кілометровий кратер Кассіні, а на півдні — 56-кілометровий Ламберт R. Усі ці кратери теж більшою чи меншою мірою залиті лавою. Наступні за розміром кратери Моря Дощів — 54-кілометровий Аристілл, 39-кілометровий Автолік та 34-кілометровий Тимохаріс — молодші за лавовий покрив і примітні значною яскравістю та системами променів. Це стосується й менших кратерів Піфей та Ейлер. Всього в Морі Дощів 23 кратери діаметром >10 км (не враховуючи той, що містить Затоку Райдуги).
Два маленькі кратери на берегах моря мають ознаки концентричних: 7-кілометровий кратер Макміллан біля гір Архімеда та безіменний напівзруйнований 8-кілометровий кратер на північному березі (50°05′ пн. ш. 21°16′ зх. д. / 50.08° пн. ш. 21.26° зх. д.).
У Морі Дощів є три найменовані ланцюжки кратерів: ланцюжок Тимохаріса, ланцюжок Юрія та ланцюжок П'єра. Південна частина моря вкрита довгими яскравими променями сусіднього кратера Коперник.

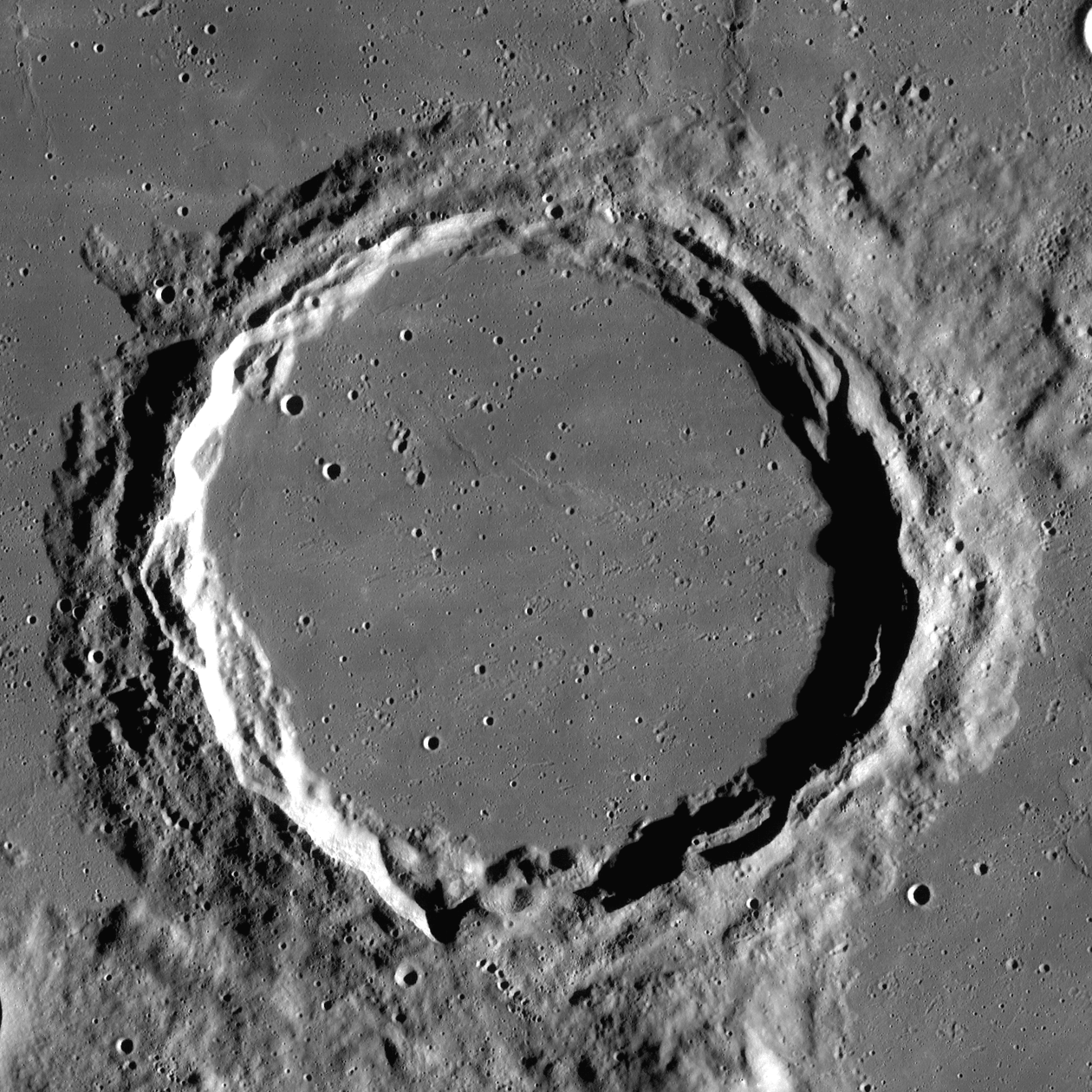
Частково залитий лавою кратер Архімед на сході Моря Дощів (діаметр — 81 км)
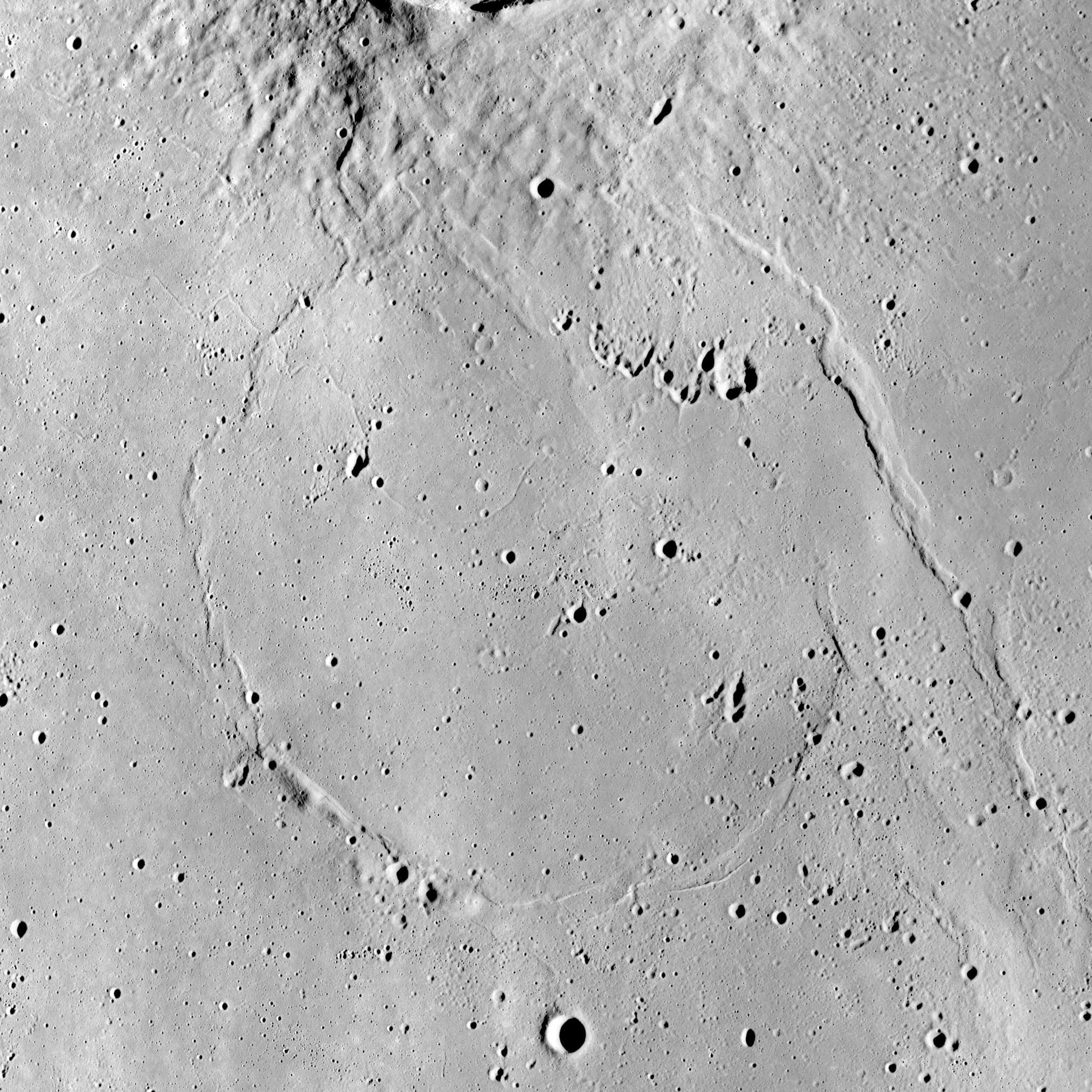
Повністю залитий лавою кратер Ламберт R на півдні Моря Дощів (діаметр — 56 км)
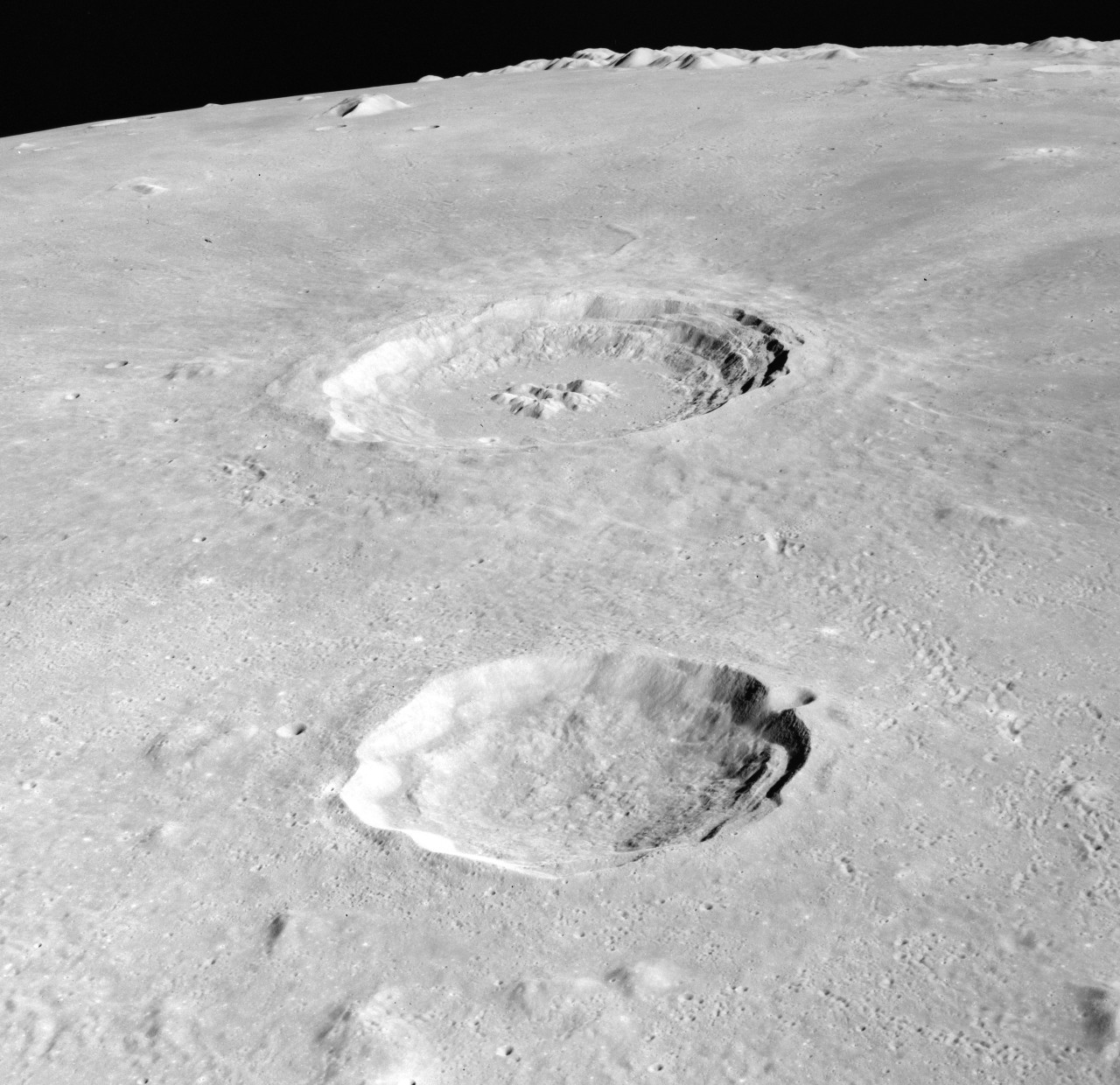
Кратери Автолік (39 км, нижній) та Аристілл[ru] (54 км, верхній) на сході Моря Дощів. На горизонті — Альпи та гора Пітон[en].

## Геологічна історія
Басейн Моря Дощів — один із наймолодших на Місяці. За даними радіоізотопного датування порід, інтерпретованих як його ударний розплав, він з'явився близько 3,9 млрд років тому. Це мало більші наслідки для сучасного вигляду супутника, ніж будь-яка інша окрема подія, і стало початком названого за іменем моря імбрійського періоду геологічної історії Місяця.
Асиметрія басейну Моря Дощів та поля його викидів, а також деяка витягнутість його внутрішнього кільця, вказує на те, що астероїд, який створив цей басейн, летів із північного заходу під кутом близько 30° до горизонталі. Його розмір оцінюють у приблизно 250 км (цей результат ґрунтується на геометричних параметрах хребтів та долин, що розходяться від басейну моря).
Можливо, саме цей удар спричинив масштабні виливи лави на видимому боці Місяця протягом наступних кількох сотень мільйонів років. У будь-якому випадку невдовзі після утворення басейну Моря Дощів (в межах 100 млн років) його почала заливати лава. У цьому морі можна розрізнити десятки окремих її потоків, що відрізняються віком та хімічним складом: молода лава містить більше титану, ніж стара. Більшу частину об'єму моря займає відносно стара лава (3,5—3,8 млрд років), але на поверхні лежить переважно молодша. Більше половини сучасної поверхні моря утворено лавою пізньоімбрійського віку, а дещо менше (переважно в західній частині) — ератосфенівського. Абсолютний вік лави на поверхні моря, визначений за підрахунком кратерів, лежить у межах 2,0—3,6 млрд років. Отже, вулканічна активність там тривала дуже довго — не менш ніж 1,6 млрд років. Наймолодші — ератосфенівські — потоки беруть початок з невеликої ділянки біля кратера Ейлер на південному заході моря. Величезна довжина деяких потоків (до 1200 км) вказує на те, що в'язкість лави була дуже малою, а швидкість виверження — великою; ймовірно, вони утворилися протягом кількох діб. На краю моря вивергалася й більш в'язка лава, яка 3,7—3,8 млрд років тому утворила вулканічні гори Груйтуйзен-Гамма та Груйтуйзен-Дельта.
Близько 3,5 млрд років тому виверження в Морі Дощів відіграли головну роль у найбільшому в історії Місяця сплеску вулканічної активності. За оцінкою 2017 року, вивержені гази (переважно монооксид вуглецю, пари сірки та води) утворювали атмосферу з тиском до 0,01 земного, яка могла зберігатися декілька десятків мільйонів років.
Застигаючи й осідаючи під дією власної ваги, лавовий покрив зминався в гряди, що почали утворюватися ще до припинення вивержень. Окремі потоки лави прорізали в поверхні звивисті борозни. Крім того, після появи басейну Моря Дощів, але до закінчення вивержень лави в ньому з'явилися кратери, що зараз напівзатоплені, як-от Архімед, Кассіні та кратер, в якому лежить Затока Райдуги.

## Посадки космічних апаратів

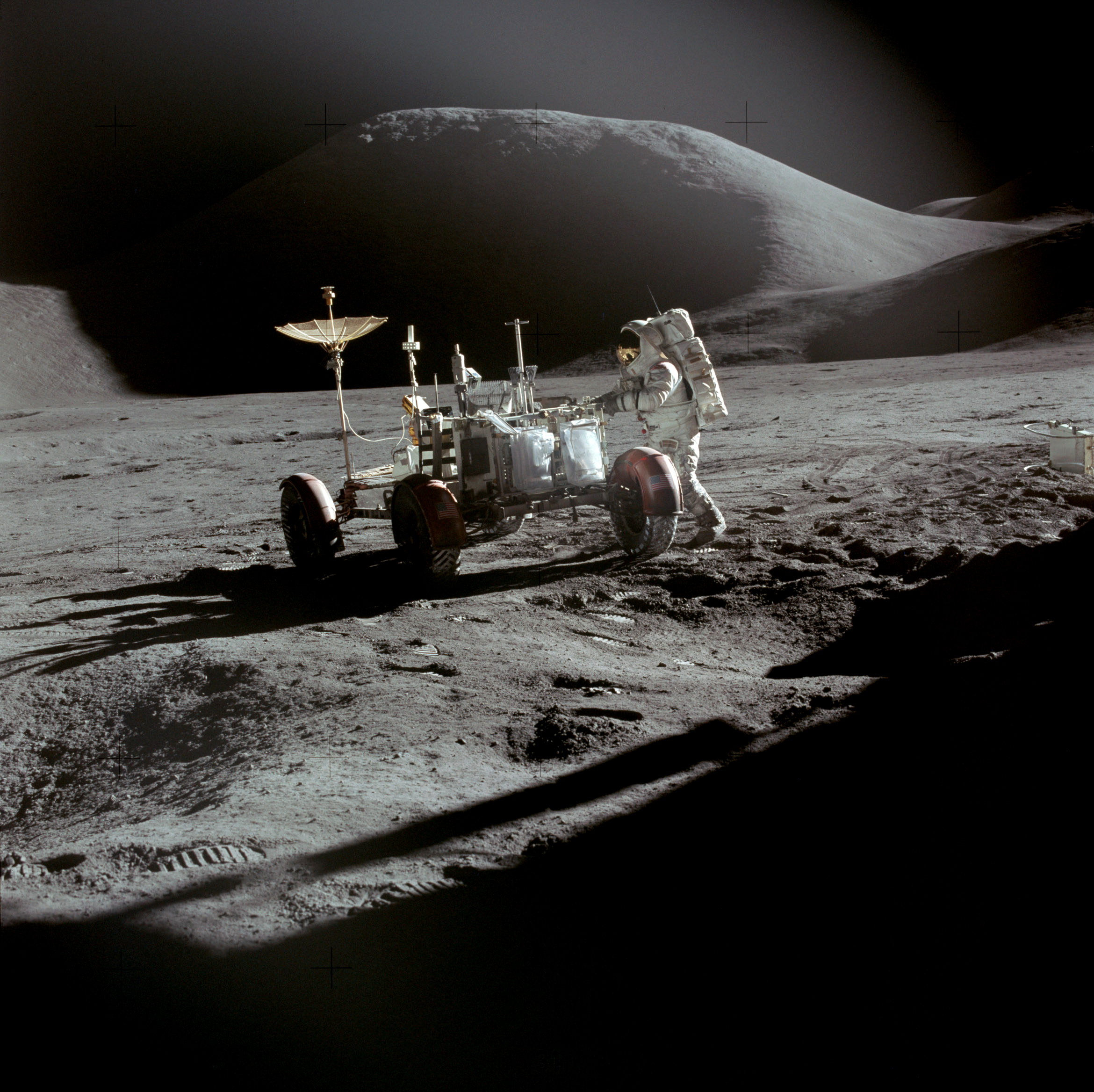
Джеймс Ірвін та місячний автомобіль «Аполлона-15» у Болоті Гниття

- 14 вересня 1959 року на сході Моря Дощів (на краю Болота Гниття), приблизно на 29°06′ пн. ш. 0°00′ сх. д. / 29.1° пн. ш. 0.0° сх. д., впала «Луна-2» — перший апарат, що досяг Місяця[94]. На честь цієї події сусідню ділянку моря назвали Затокою Місячника[95].
- 17 листопада 1970 року на заході Моря Дощів (38°14′16″ пн. ш. 35°00′06″ зх. д. / 38.2378° пн. ш. 35.0017° зх. д.) м'яко приземлилася станція «Луна-17»[ru], що доправила туди перший у світі планетохід — «Луноход-1». За 10 місяців він проїхав 10,54 км і нині перебуває на 38°18′55″ пн. ш. 35°00′29″ зх. д. / 38.3152° пн. ш. 35.0080° зх. д.[96][97][98].
- 30 липня 1971 року в Болоті Гниття, біля підніжжя Апеннін (26°07′56″ пн. ш. 3°38′02″ сх. д. / 26.1322° пн. ш. 3.6339° сх. д.), сів місячний модуль «Аполлона-15», що стало четвертою висадкою людей на Місяць. За допомогою місячного автомобіля астронавти дослідили околиці на відстанях до 5 км і доставили на Землю 77,3 кг зразків каменю та ґрунту[99].
- 14 грудня 2013 року на півночі Моря Дощів (44°07′17″ пн. ш. 19°30′42″ зх. д. / 44.1214° пн. ш. 19.5116° зх. д.) сіла станція «Чан'е-3», що доправила туди місяцехід «Юйту»[100]. Останній пропрацював близько 2,5 років, проїхавши 114 м[101], а станція продовжує працювати й після 5 років (станом на грудень 2018), спостерігаючи небо в ультрафіолетових променях[102].

## У культурі
Море Дощів згадується у поезії Ліни Костенко «І не минає, не минає!».

## Карти
Карти Моря Дощів та найближчих околиць, видані в 1962—1967 роках (Aeronautical Chart Information Center, United States Air Force):

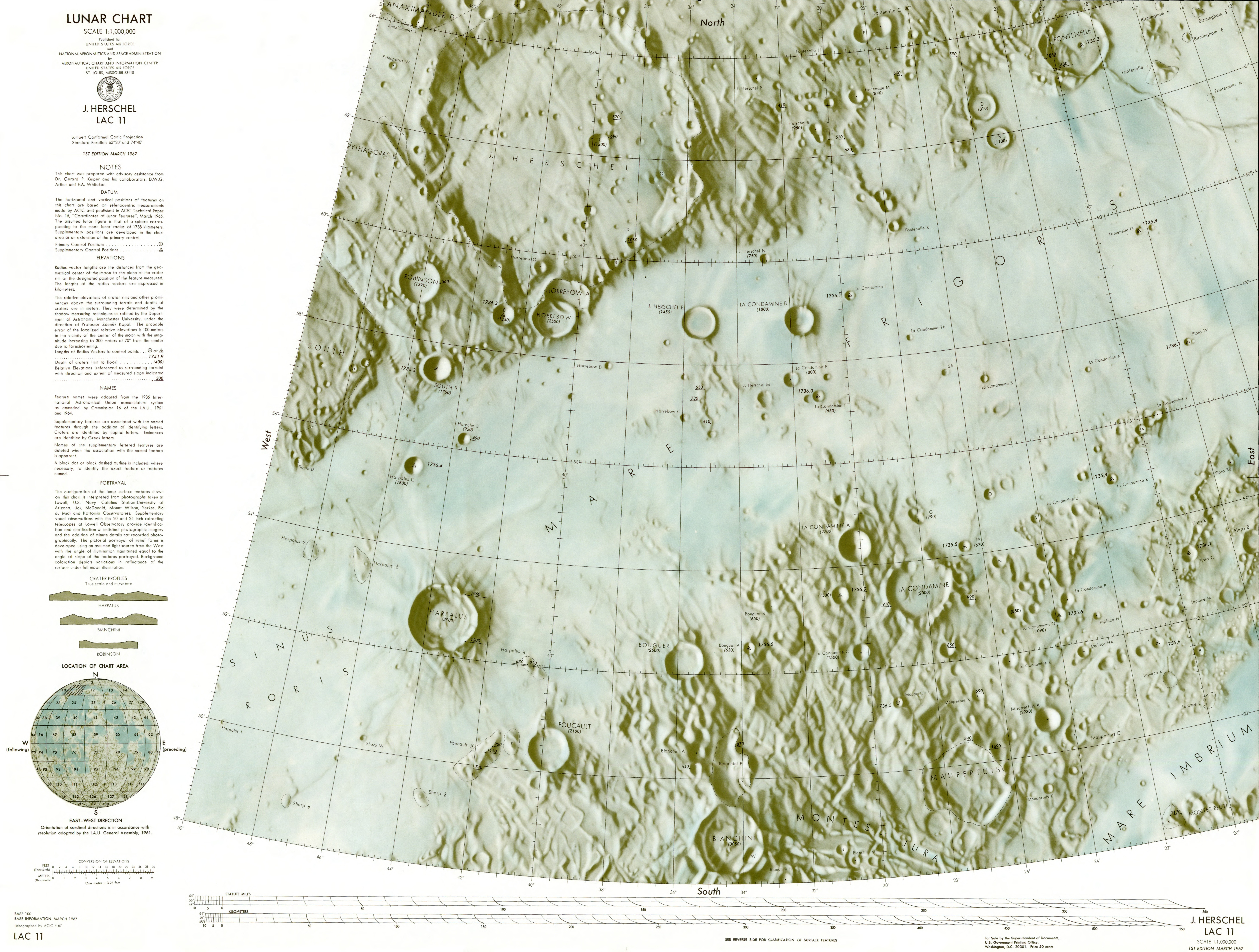
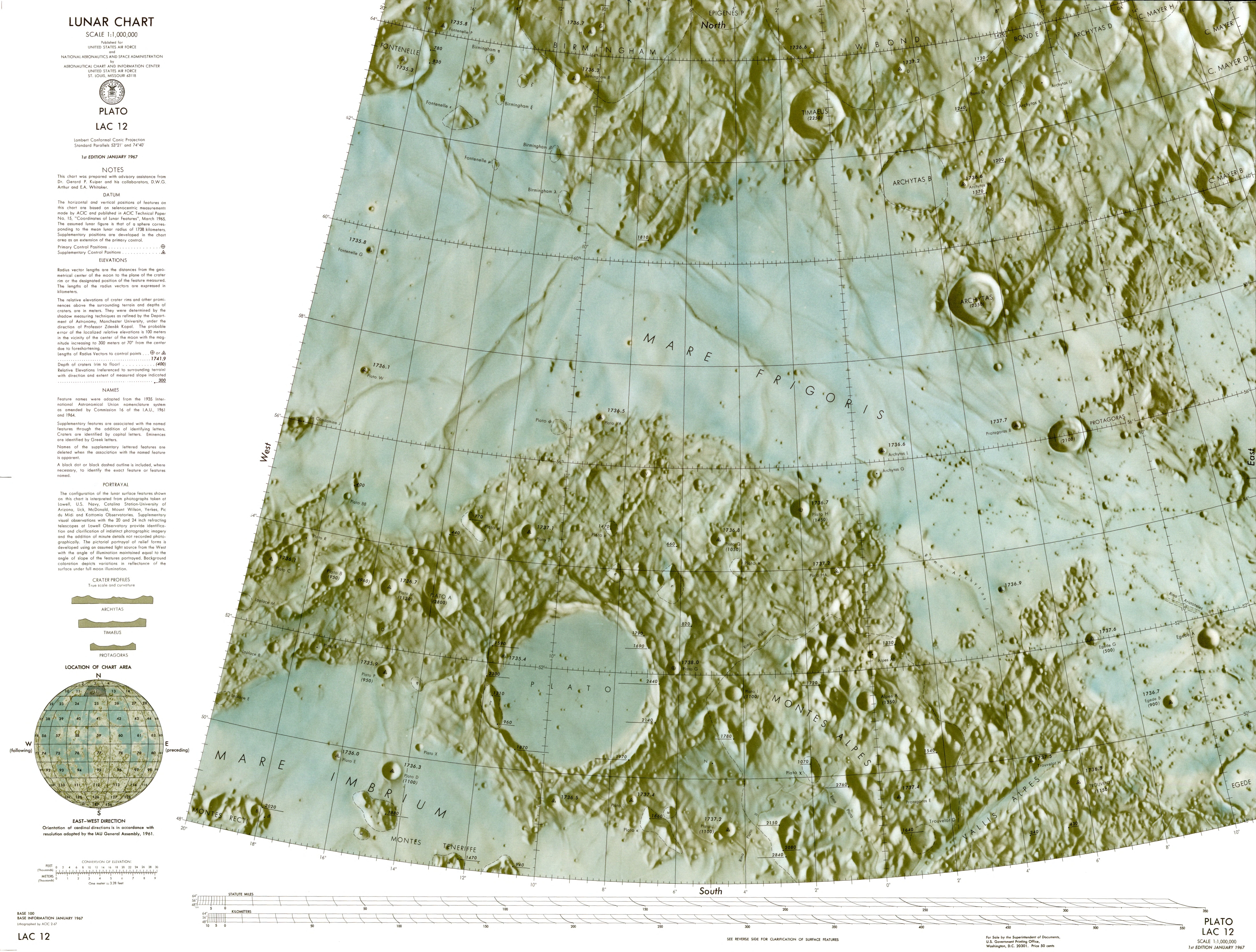

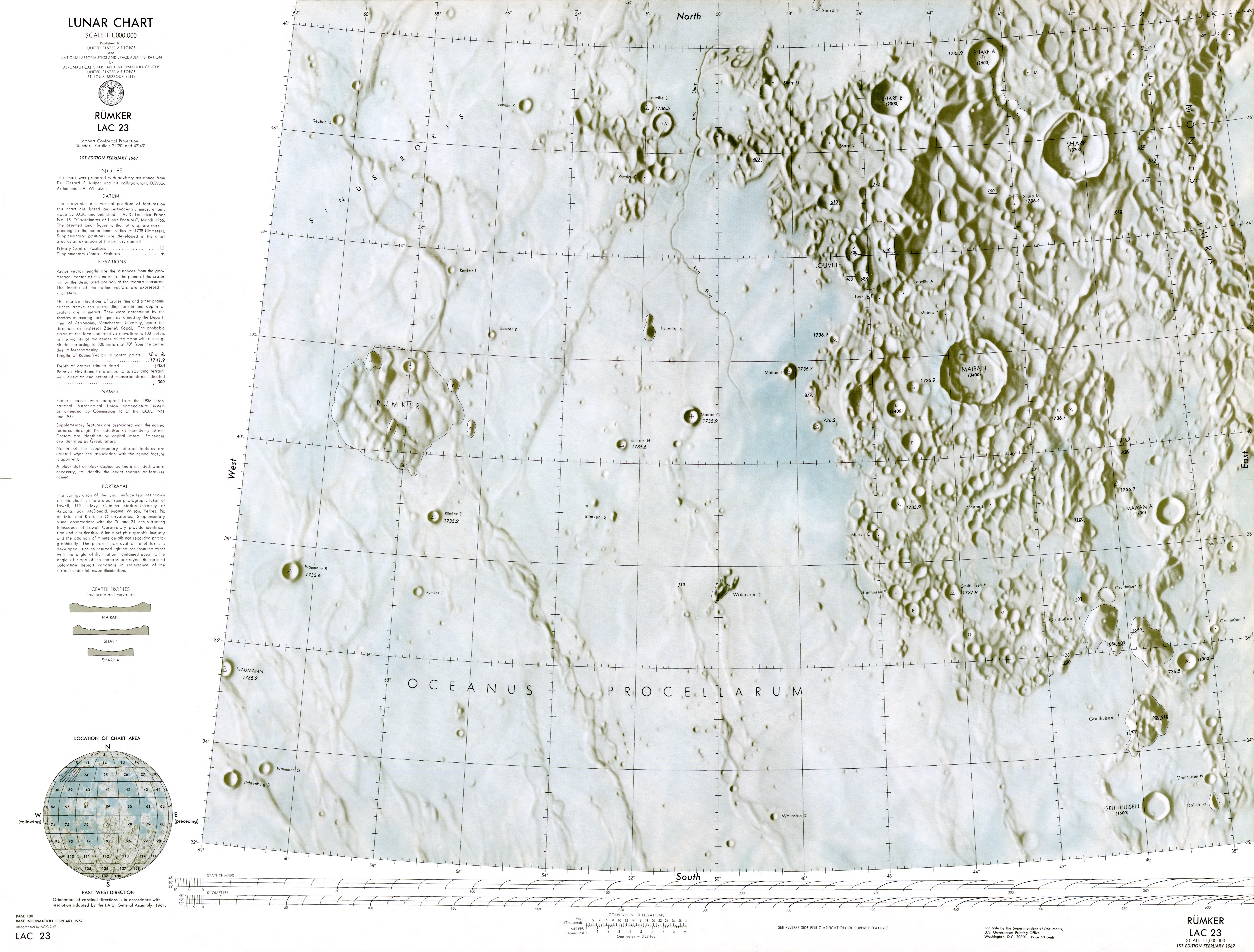
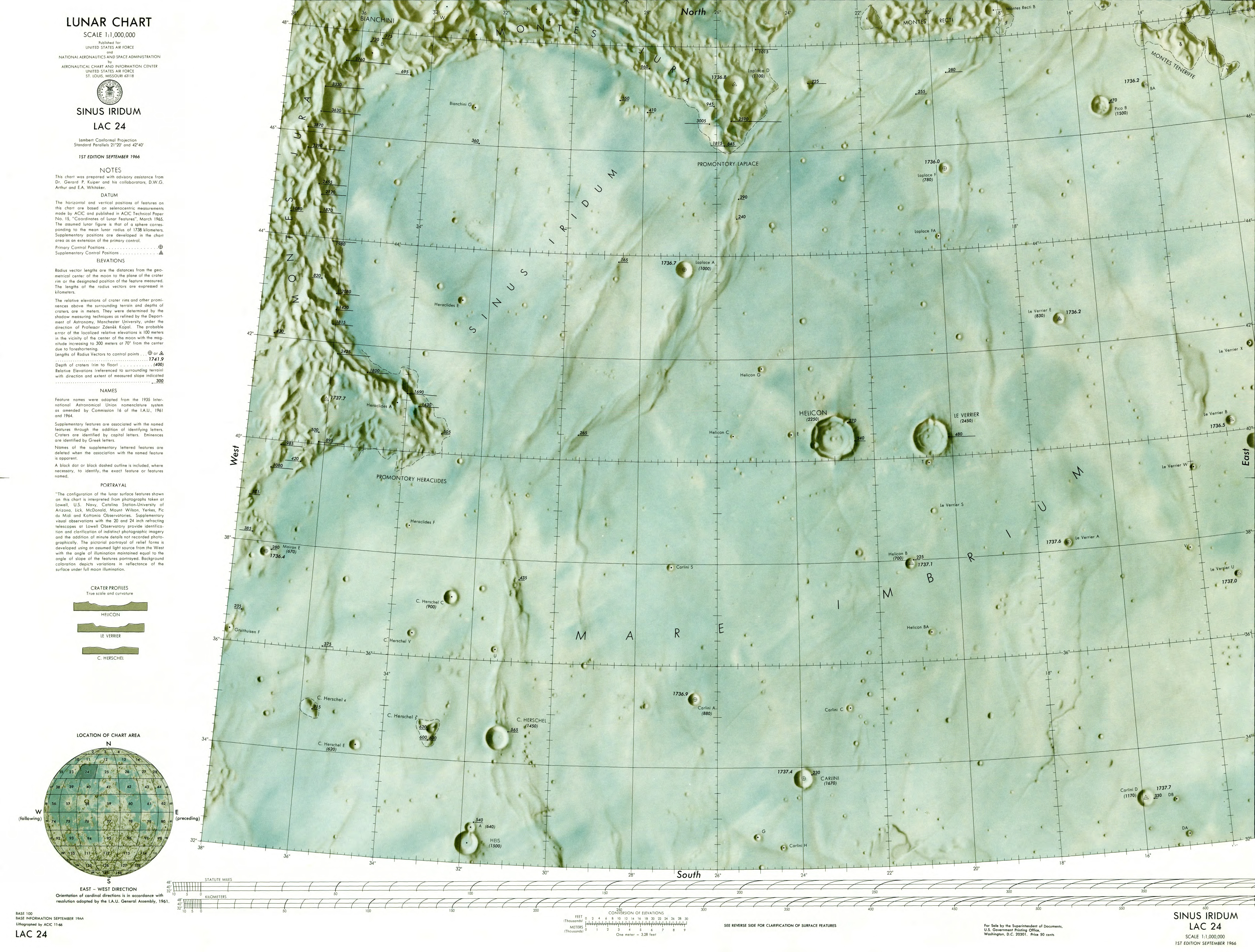
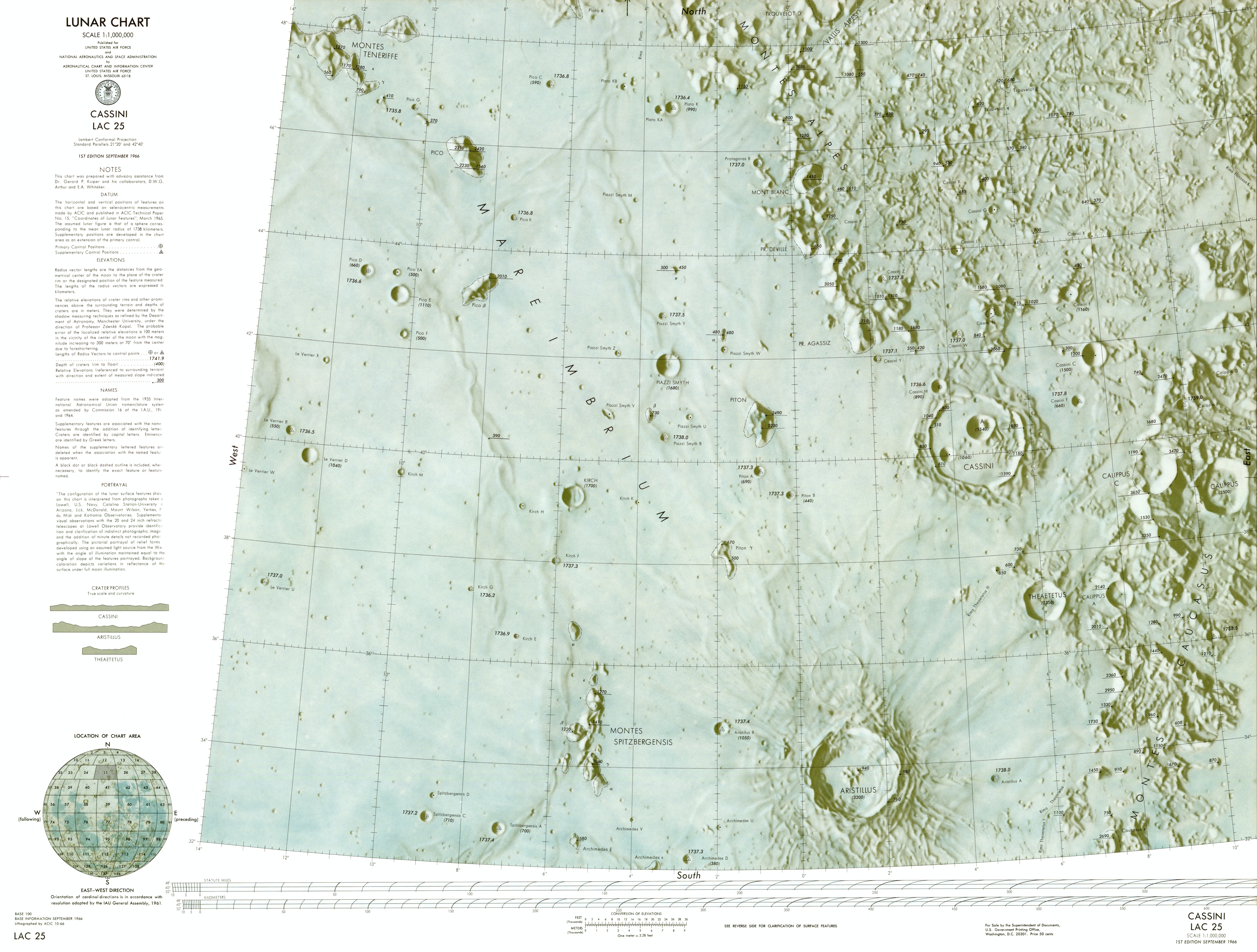

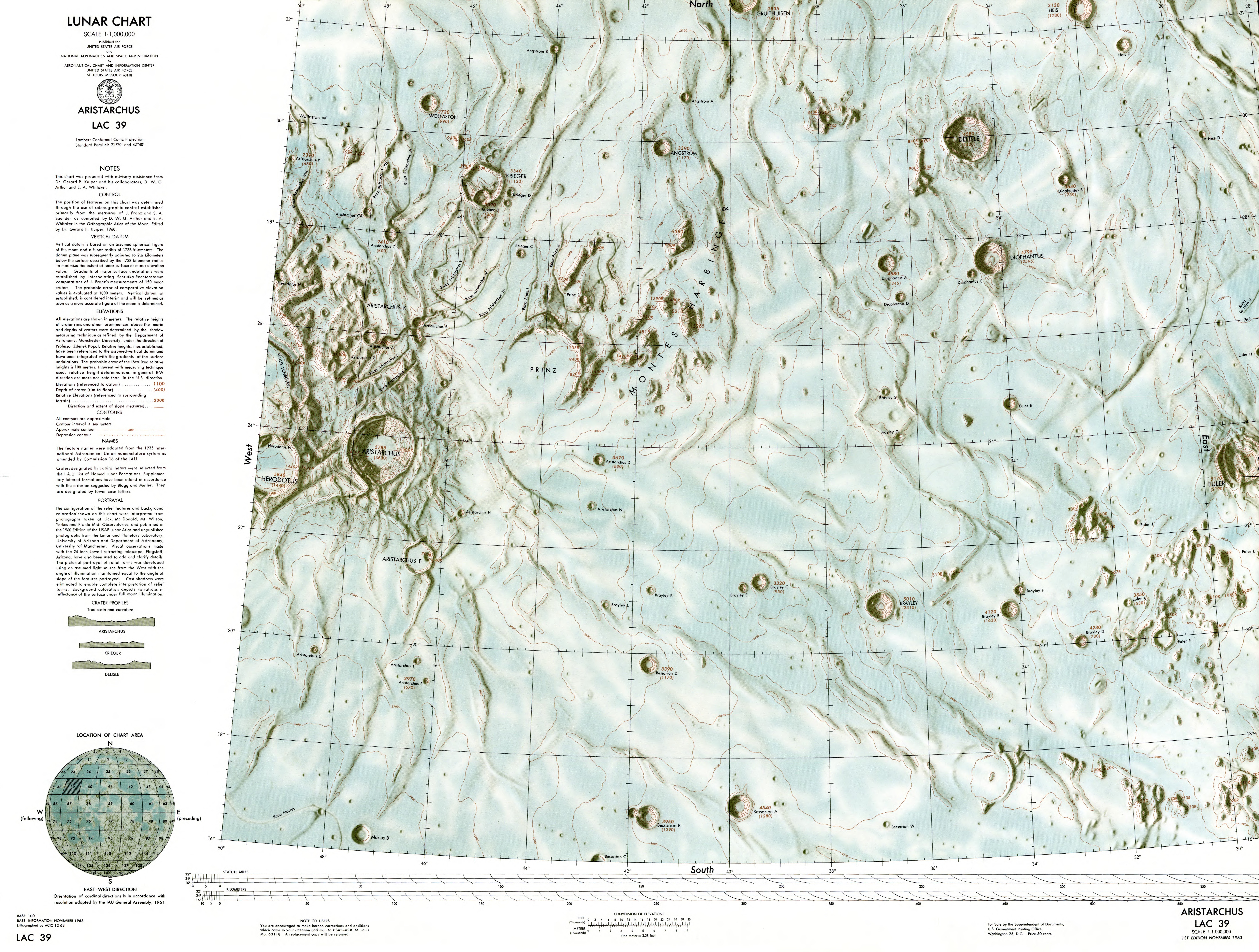
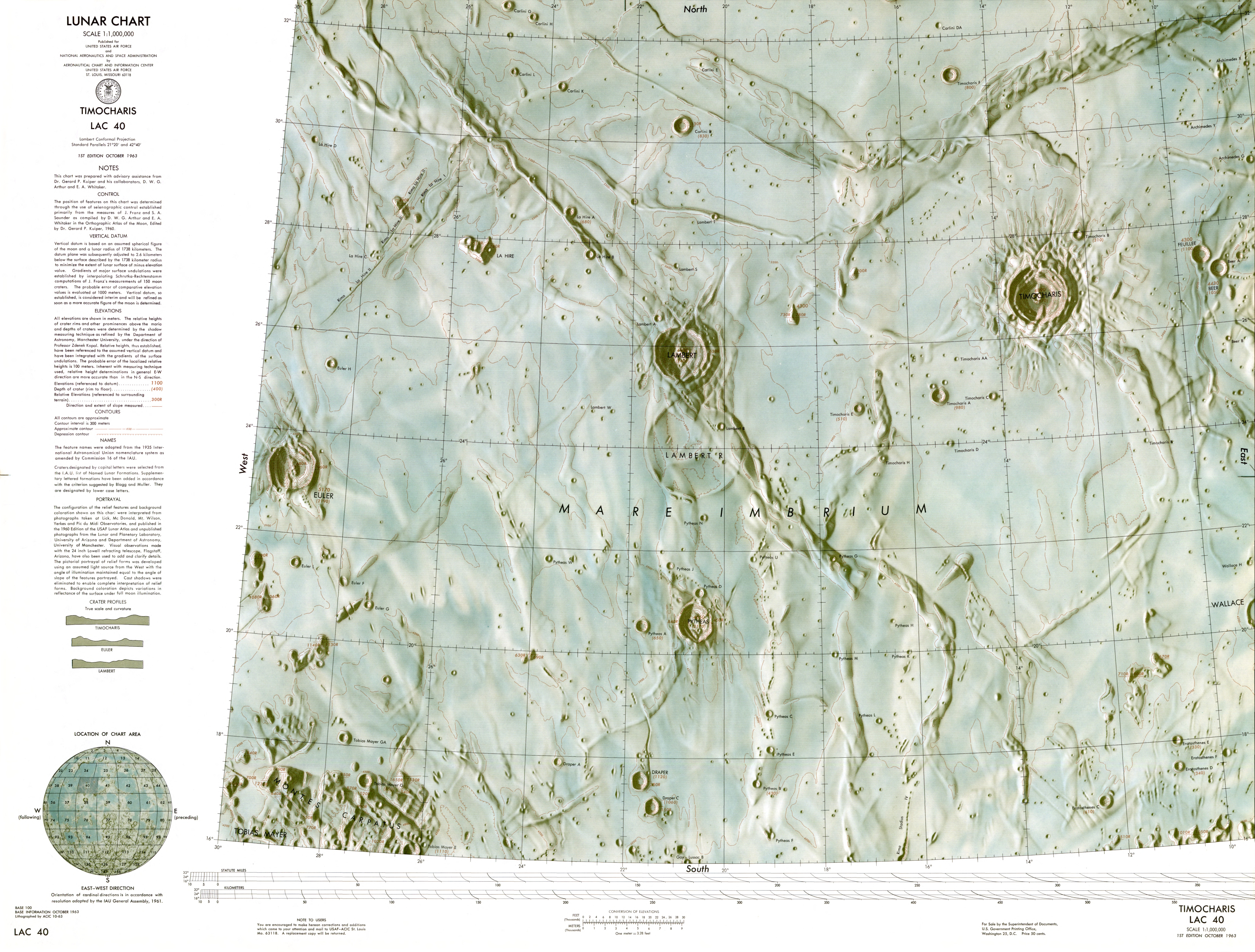
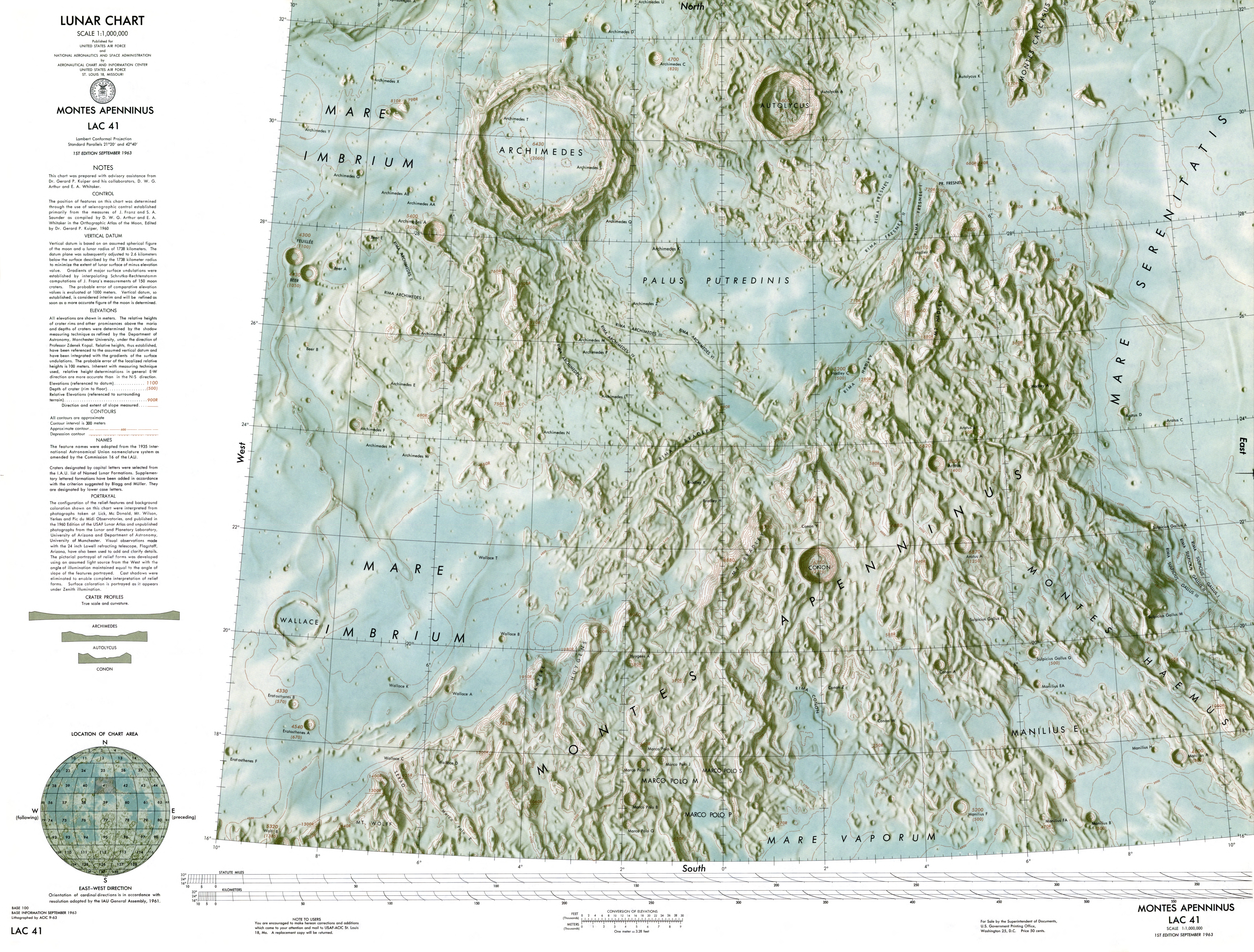

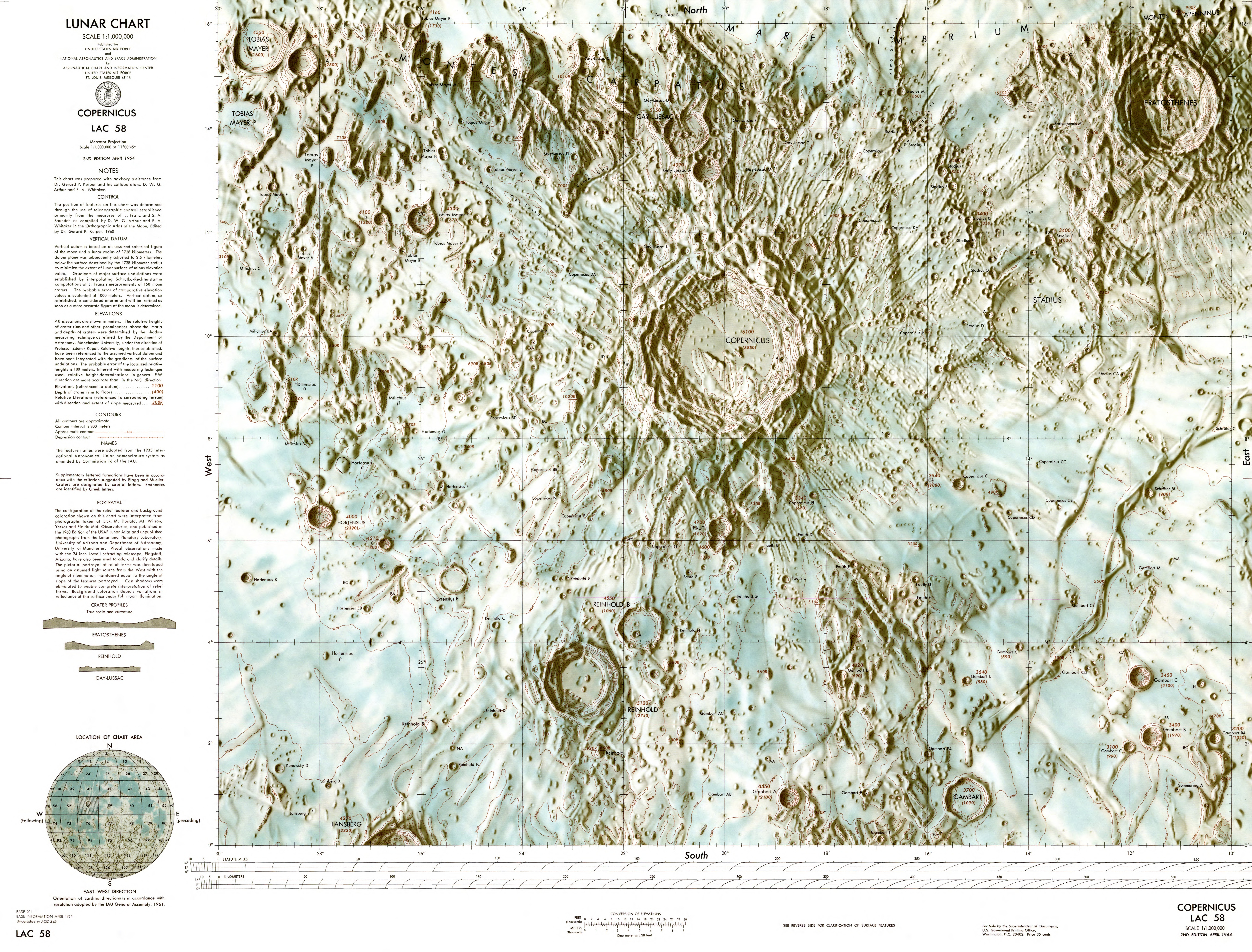
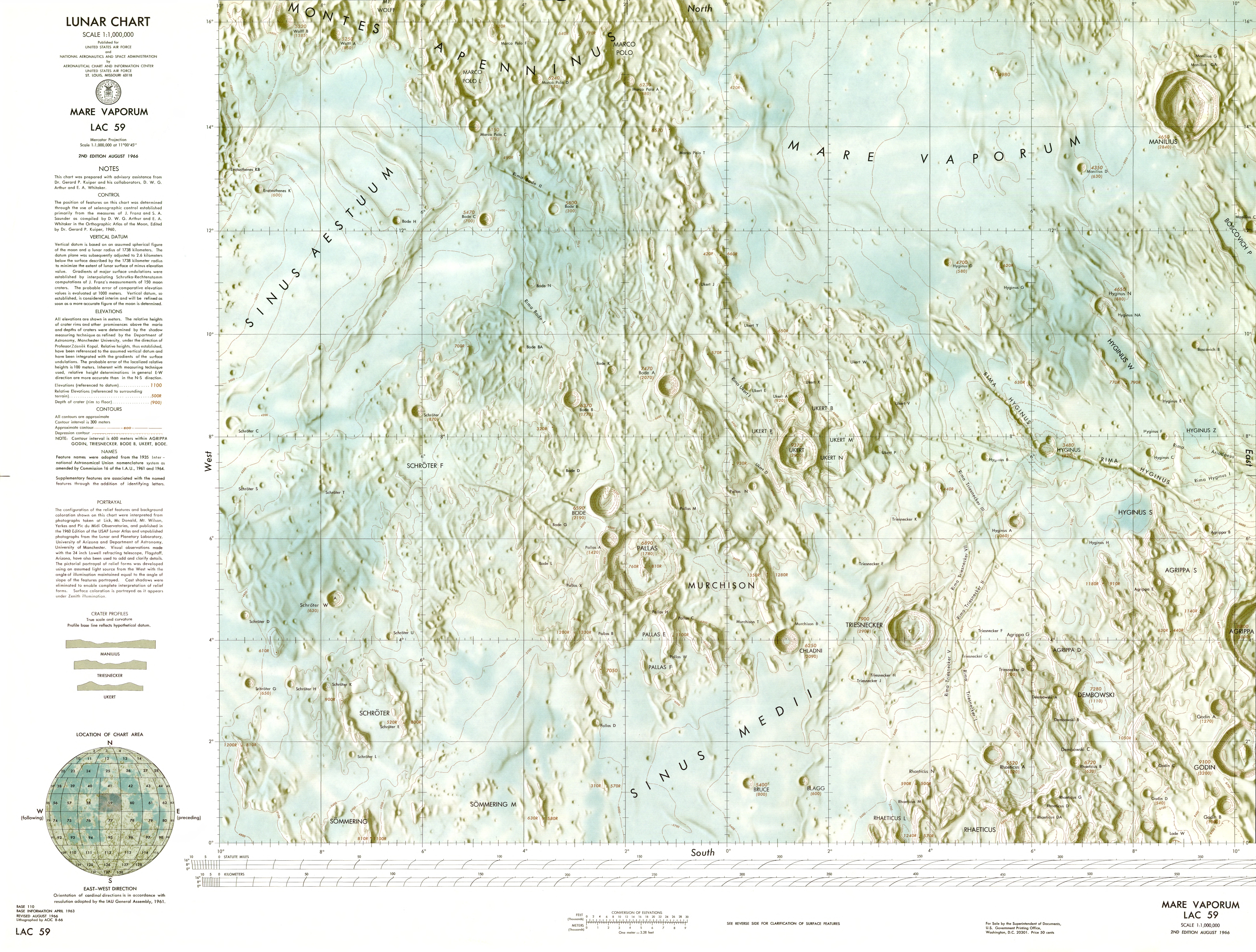